# Джуффре, Вирджиния
Вирджиния Луиза Джуффре (урождённая Робертс; англ. Virginia Louise Giuffre; 9 августа 1983, Сакраменто, Калифорния, США  ― 25 апреля 2025, Негабби, Западная Австралия) ― американо-австралийская активистка, которая предлагала поддержку жертвам сексуальной эксплуатации. Обвиняла в сексуальном насилии над детьми Джеффри Эпштейна и принца Эндрю. В 2015 году Джуффре создала в США некоммерческую организацию «Жертвы отказываются молчать», которая в ноябре 2021 года была возобновлена под названием «Говори, действуй, требуй» (SOAR). Она подробно рассказала многим американским и британским журналистам о том, как стала жертвой торговли людьми со стороны Эпштейна и Гислейн Максвелл.
Джуффре подала иски против Эпштейна и Максвелл и обратилась к общественности с просьбой о справедливости. В 2015 году она подала в суд на Максвелл за клевету, а в 2017 году дело было урегулировано в пользу Джуффре на нераскрытую сумму. 2 июля 2019 года Апелляционный суд Второго округа США постановил вскрыть документы из более раннего гражданского иска Джуффре против Максвелл. Первая партия документов из иска Джуффре была обнародована 9 августа 2019 года, что еще больше указывает на причастность Эпштейна, Максвелл и ряда их партнеров. На следующий день Эпштейн был найден мертвым в своей тюремной камере на Манхэттене.
В октябрьском интервью Би-би-си для Panorama за 2019 год, которое вышло в эфир 2 декабря, Джуффре рассказала о своем опыте сексуальной эксплуатации британским принцем Эндрю при участии Эпштейна, что помогло настроить общественное мнение против принца. Впоследствии она подала иск к принцу в гражданский суд Нью-Йорка. Иск был урегулирован в феврале 2022 года, когда принц Эндрю выплатил Джуффре нераскрытую сумму и сделал значительное пожертвование на благотворительность.

## Ранние годы
Вирджиния Джуффре родилась 9 августа 1983 года в Сакраменто, штат Калифорния, в семье Ская Уильяма Робертса и Линн Труде Кейбелл. У нее было два сводных брата, Скай и Дэниел. Семья переехала в Локсахатчи в округе Палм-Бич, штат Флорида, когда ей было четыре года. Сообщалось, что она выросла в неблагополучной семье и с семилетнего возраста подвергалась растлению со стороны близкого друга семьи. Просто у меня уже в столь юном возрасте были серьезные психологические травмы, и я сбежала от этого, ― сказала она в интервью Panorama в 2019 году.
Джуффре также рассказала газете The Miami Herald, что из-за ситуации жестокого обращения она превратилась в беглянку и жила в приемных семьях. В возрасте 14 лет она жила на улице, где, по ее словам, сталкивалась только с голодом, болью и еще большим насилием. Позже в Майами она подверглась насилию со стороны 65-летнего секс-торговца Рона Эппингера. Джуффре прожила с Эппингером около 6 месяцев. Эппингер, как сообщается, руководил подставным бизнесом для международной секс-торговли, известным как модельное агентство Perfect 10. Он подвергся обыску ФБР и позже признал себя виновным по обвинению в незаконном ввозе иностранцев для занятия проституцией, межгосударственных поездках для занятия проституцией и отмывании денег.
В возрасте 14 лет Джуффре воссоединилась со своим отцом и вернулась к нему жить. Ее отец работал менеджером по техническому обслуживанию недвижимости в Мар-а-Лаго, принадлежащей Дональду Трампу, и также помог Джуффре устроиться там на работу. Она училась в Королевской средней школе Палм-Бич.

## Связь с Эпштейном (2000—2002)
В середине 2000 года. Джуффре познакомилась с Гислейн Максвелл, когда работала массажисткой спа в частном клубе Дональда Трампа в Мар-а-Лаго. Максвелл, британская светская львица и дочь покойного медиамагната Роберта Максвелла, подошла к Джуффре, обратила внимание на книгу, которую она читала, спросила ее про массаж и предложила потенциальную работу у Эпштейна в качестве разъездной массажистки, заверив, что опыт работы не требуется. По ее словам, когда Джуффре приехала в дом Эпштейна в Палм-Бич, он лежал голый, а Максвелл объяснила ей, как делать ему массаж. Они показались мне приятными людьми, поэтому я доверилась им и сказала, что до этого у меня были тяжелые времена в жизни — я была беглянкой, подвергалась сексуальному и физическому насилию. ... Это было худшее, что я могла им сказать, потому что теперь они знали, насколько я уязвима, ― заявила Джуффре. Джуффре призналась, что после того, как Максвелл познакомила её с Джеффри Эпштейном, они быстро начали готовить ее к оказанию сексуальных услуг под предлогом того, что она должна была пройти обучение на профессионального массажиста.
В период с 2000 по 2002 год Джуффре была тесно связана с Эпштейном и Максвелл, путешествуя между резиденциями Эпштейна в Палм-Бич и Манхэттене (в доме Герберта Н. Страуса), а также посещая ранчо Зорро Эпштейна в Нью-Мексико и частный остров Литтл-Сент-Джеймс. В серии журналистских расследований газеты Miami Herald «Извращение правосудия» Джуффре описывает свой опыт торговли Эпштейном для оказания массажных и сексуальных услуг ему и ряду его деловых партнеров в течение двух с половиной лет. В своем интервью Би-би-си Джуффре призналась, что её передавали из рук в руки, как блюдо с фруктами, влиятельным сообщникам Эпштейна и возили по всему миру на частных самолётах.
Что касается случая, когда в марте 2001 года Джуффре «якобы» продали принцу Эндрю, она заявила в интервью, что это было порочное и действительно страшное время в ее жизни и что она не могла понять, как влиятельные люди на самом высоком правительственном уровне позволяли этому происходить. Не просто позволяя, но и участвуя в этом. После посещения ночного клуба, по словам Джуффре, Максвелл сказала ей, что она должна сделать для Эндрю то же, что делала для Джеффри. В судебных документах по гражданскому иску, которые были опубликованы в 2019 году, Джуффре назвала имена нескольких других лиц, с которыми, как она утверждает, Эпштейн и Максвелл инструктировали ее заниматься сексом, включая менеджера хедж-фонда Гленна Дубина, адвоката Алана Дершовица, политика Билла Ричардсона, покойного ученого Массачусетского технологического института Марвина Мински, юриста Джорджа Дж. Митчелла и сотрудника модельного агентства, Жана-Люка Брюнеля. Многие мужчины отрицали обвинения Джуффре.
В сентябре 2002 года, в возрасте 19 лет, Джуффре прилетела в Таиланд и поступила в Международную школу массажа в Чиангмае. Максвелл купила ей билеты для поездки в Таиланд и поручила встретиться с определенной тайской девушкой, чтобы та привезла ее обратно в Соединенные Штаты Эпштейну. Во время учебы в школе массажа в Таиланде в 2002 году она познакомилась с Робертом Джуффре, австралийским тренером по боевым искусствам, и вскоре после этого они поженились. Она связалась с Эпштейном и сообщила ему, что не вернется, как планировалось. Она и ее муж начали жить и создали семью в Австралии, а Джуффре разорвала все контакты с Эпштейном и Максвелл. В течение пяти лет Джуффре и ее муж вели тихую жизнь в Австралии со своими маленькими детьми.

### Первый контакт с властями
В марте 2005 года, когда Джуффре жила с семьей в Австралии, полицейское управление Палм-Бич начало расследование в отношении Эпштейна после того, как 14-летняя девочка и ее родители сообщили о его поведении. Девушка рассказала, что ее одноклассница из средней школы наняла её в качестве массажистки для Эпштейна и она делала ему массаж в его особняке за деньги, после чего подверглась домогательствам с его стороны. К октябрю 2005 года у полиции были внушительный список девушек с аналогичными заявлениями о сексуальном насилии, заявления от дворецких Эпштейна и ордер на обыск его собственности в Палм-Бич.
Детективы полиции отметили, что все обвинители описывали схожую схему: Эпштейн просил их сделать ему массаж, а затем подвергал их сексуальному насилию во время массажа. Полиция обыскала мусорное ведро Эпштейна и обнаружила записки с номерами телефонов девушек. Ассистент Эпштейна позвонил одной из девушек во время допроса в полиции.
Джуффре рассказала газете Miami Herald, что в 2007 году она получила серию телефонных звонков, которые следовали друг за другом в течение трех дней. Первый звонок был от Максвелл, затем, день спустя, поступил звонок от Эпштейна. Они спрашивали, обращалась ли она к властям, а затем последовал третий звонок от агента ФБР, который заявил, что Джуффре была опознана как жертва в ходе первого уголовного дела против Эпштейна. Она сопротивлялась длительному разговору с ФБР до тех пор, пока к ней снова не обратились по этому вопросу лично, на этот раз из Федеральной полиции Австралии, через шесть месяцев после того, как с ней связались по телефону.
Фотографии, записи и свидетели подтвердили большую часть заявлений Джуффре.

## Судебные разбирательства

### Первое уголовное дело против Эпштейна
В 2006 году, за год до того, как власти впервые связались с Джуффре, полицейское управление Палм-Бич располагало все большим количеством улик против Эпштейна и подписало письменное показание под присягой, в котором его обвиняли в многочисленных незаконных половых актах с несовершеннолетней. Эпштейн нанял для своей защиты команду влиятельных юристов, включая Алана Дершовица, Джека Голдбергера, Кена Старра и Джея Лефковица. По мере продвижения дела начальник полиции Майкл Рейтер был встревожен тем, как вели это дело государственные обвинители, а затем государственный прокурор Барри Криш.
1 мая 2006 года Рейтер попросил Кришера отстраниться от дела; когда Криш отказался, шеф полиции Рейтер передал свои доказательства ФБР для федерального судебного преследования. Хотя изначально Рейтер надеялся, что ФБР проведет тщательное расследование и доведет дело до конца, в 2007 году тогдашний прокурор Южной Флориды Александр Акоста решил не возбуждать уголовное дело против Эпштейна в федеральном суде и передал дело обратно в местную юрисдикцию.
Ведущий детектив полиции Джозеф Рекари утверждал, что сначала государственные обвинители хотели возбудить уголовное дело против Эпштейна, но все изменилось, когда в дело вмешался адвокат Алан Дершовиц. Затем Криш решил пойти на необычный шаг и передать дело Эпштейна на рассмотрение большого жюри, а затем представил свидетельские показания только одной девушки. Адвокаты Эпштейна настойчиво добивались уступок и затянули процесс при заключении сделки о признании вины с Акостой. Акоста, который описал тактику адвокатов Эпштейна как продолжавшееся в течение года нападение на обвинение и прокуроров, в конце концов согласился подписать спорное соглашение об отказе от судебного преследования в 2008 году, что было сделано без уведомления жертв, что позже было признано нарушением закона о правах жертв преступлений .

### Судебный процесс по Закону о правах жертв преступлений (2008—2019)
В 2008 году был подан судебный иск Jane Doe v. United States of America Брэдли Эдвардсом и Полом Г. Касселлом, которые обвинили Министерство юстиции США в нарушении Закона о правах жертв преступлений в ходе первого уголовного дела против Эпштейна, поскольку оно не позволило нескольким его жертвам оспорить его сделку о признании вины. Эпштейн подал в суд на Брэдли Эдвардса за гражданский рэкет, но позже отозвал свой иск; Эдвардс подал встречный иск о злонамеренном преследовании, в результате чего Эпштейн принес публичные извинения адвокату и урегулировал дело на нераскрытую сумму в декабре 2018 года. 

### Гражданский иск потерпевших
В мае 2009 года Джуффре подала иск как Jane Doe 102 против Эпштейна и обвинила Максвелл в том, что она вовлекла её в сексуальную торговлю людьми, когда она была несовершеннолетней. К концу 2009 года десятки жертв Эпштейна подали против него гражданские иски. Все иски были удовлетворены на нераскрытые суммы. В январе 2022 года из открытых документов стало известно, что сумма компенсации по делу 2009 года, озаглавленному «Джейн Доу № 102 против Джеффри Эпштейна», составила 500 000 долларов (эквивалент 733 000 долларов в 2024 году).

### Решение высказаться публично
Джуффре считала, что рождение ее дочери 7 января 2010 года стало датой, когда она решила выступить публично и начать рассказывать о своем опыте сексуального насилия и торговли людьми, несмотря на риск. Издание Vanity Fair написало, что история Джуффре была впервые опубликована в марте 2011 года в газете Mail on Sunday; в репортаже была опубликована фотография, на которой принц Эндрю обнимает ее в доме Максвелла в Белгравии, Лондон. Агенты ФБР снова вступили в контакт с Джуффре, на этот раз в консульстве США в Сиднее в 2011 году, вскоре после того, как она публично выступила с обвинениями против Эпштейна.
В декабре 2014 года Джуффре создала структуру для своей организации «Жертвы отказываются молчать». В 2015 году она была зарегистрирована как некоммерческая организация 501(c)(3). Цель организации ― помочь выжившим преодолеть стыд, молчание и запугивание, которые обычно испытывают жертвы сексуального насилия, и помочь другим избежать того, чтобы стать жертвами торговли людьми в целях сексуальной эксплуатации. Для своей организации Джуффре использовала изображение голубой бабочки ― Морфо, чтобы символизировать трансформацию и расширение прав и возможностей. Синий ― международный цвет осведомленности о торговле людьми. В США январь объявлен месяцем повышения осведомленности о торговле людьми, а 11 января ― Национальным днем ношения синей одежды. Благотворительная организация Джуффре была возобновлена в ноябре 2021 года под названием «Говори, действуй, требуй».

### Обвинения в адрес принца Эндрю и урегулирование спора
В исковом заявлении в суд Флориды от декабря 2014 года, предназначенном для включения в иск по Закону о правах жертв преступлений 2008 года, Джуффре рассказала, что в 2001 году, когда ей было 17 лет, ее по меньшей мере трижды продавали принцу Эндрю, герцогу Йоркскому. Она утверждала, что Эпштейн и Гислен Максвелл отвезли ее в ночной клуб Tramp в Лондоне, где она познакомилась и танцевала с Эндрю, и что позже тем же вечером, по пути в резиденцию Максвелл в Белгравии, она проинструктировала Джуффре сделать для принца Эндрю то, что она делала для Эпштейна. Она утверждала, что Эпштейн заплатил ей 15 000 долларов после того, как она занялась с ним сексом в Лондоне.
Фотография, на которой изображены Джуффре, принц Эндрю и Максвелл в квартире Максвелл, была широко распространена с 2011 года. Десятилетнее сотрудничество принца Эндрю с Эпштейном было прекращено в июле 2011 года, и, как сообщается, он разорвал все связи с ним. Максвелл, отбывая тюремное заключение, заявила нескольким интервьюерам, что, по ее мнению, фотография была поддельной. После этих обвинений в редакцию Mail on Sunday, которая впервые опубликовала фотографию в 2011 году, обратился фотограф Майкл Томас, который сделал 39 копий снимка спереди и сзади. На обратной стороне фотографии есть отметка о времени, указывающая на то, что она была сделана 13 марта 2001 года (через три дня после того, как Эндрю предположительно вступил в половую связь с Джуффре) и была напечатана в течение часа в фотолаборатории Walgreens во Флориде, недалеко от бывшего дома Джуффре .
Второй сексуальный контакт с принцем Эндрю якобы произошел в нью-йоркском особняке Эпштейна. В судебных документах Джуффре утверждала, что третья встреча с принцем Эндрю была оргией на Литтл-Сент-Джеймс, в которой участвовали она, несколько несовершеннолетних девочек из Восточной Европы, принц Эндрю и сам Эпштейн.
В 2015 году представители британской королевской семьи заявили, что любое предположение о неподобающем поведении с несовершеннолетними категорически не соответствует действительности, позже повторив опровержения. Запросы адвокатов Джуффре о даче принцем показаний под присягой по поводу этих обвинений остались без ответа.

### Подача гражданского иска: Вирджиния Джуффре против принца Эндрю (2021) и урегулирование
9 августа 2021 года Джуффре подала гражданский иск в Нью-Йорке против британского принца Эндрю, утверждая, что в начале 2000-х годов она была вынуждена вступить с принцем в несколько сексуальных контактов после того, как стала жертвой торговли людьми со стороны Эпштейна, когда ей было 16 и 17 лет. Эндрю опроверг заявления Джуффре. 12 января 2022 года судья Льюис А. Каплан отклонил попытки Эндрю закрыть дело, разрешив продолжить рассмотрение иска о сексуальном насилии .
15 февраля 2022 года стороны достигли внесудебного соглашения, которое включало в себя внесение принцем значительного пожертвования на благотворительность Джуффре. В рамках урегулирования принц Эндрю признал следующее: известно, что Джеффри Эпштейн на протяжении многих лет занимался торговлей бесчисленным количеством молодых девушек, он сожалеет о своей связи с Эпштейном и высоко оценивает храбрость мисс Джуффре и других, которые смогли постоять за себя и других пострадавших. Эндрю пообещал продемонстрировать свое сожаление по поводу связи с Эпштейном, поддержав борьбу с таким злом, как секс-торговля людьми, и оказав поддержку ее жертвам .
Сумма компенсации составила, по оценкам, 12 миллионов фунтов стерлингов, часть из которых была направлена в благотворительную организацию «Говори, действуй, требуй», занимающуюся защитой жертв сексуальной торговли, которую основала Джуффре.

### Обвинения Алана Дершовица и связанные с ними судебные иски
Джуффре утверждает, что Эпштейн продавал ее адвокату и почетному профессору права Гарварда, Алану Дершовицу по меньшей мере шесть раз, первый раз, когда ей было 16 лет. Он отрицал эти обвинения. Дершовиц представлял интересы Эпштейна при вынесении ему в 2008 году обвинительного приговора по уголовному делу и помог договориться от его имени о спорном соглашении об отказе от судебного преследования.
Впервые иски были поданы в суд Флориды 30 декабря 2014 года адвокатами Брэдли Дж. Эдвардсом и Полом Г. Касселлом, в которых утверждалось, что Дершовиц был одной из нескольких известных фигур, включая принца Эндрю, которые участвовали в сексуальных действиях с несовершеннолетней, позже опознанной как Вирджиния Джуффре. Письменные показания Джуффре предназначались для включения в судебный процесс 2008 года (Джейн Доу против США), в котором Министерство юстиции обвинялось в нарушении Закона о правах жертв преступлений в ходе первого уголовного дела Эпштейна. Дершовиц категорически опроверг обвинения, содержащиеся в заявлении Джуффре, и потребовал отстранения адвокатов Эдвардса и Касселла, подавших иск.
После опровержений со стороны Дершовица Джуффре заявила: «Я не собираюсь снова терпеть издевательства и молчать».
В 2014 году интересы Джуффре представлял Стэнли Поттинджер, чья фирма специализируется на делах о сексуальном насилии с участием женщин и детей. Предвидя трудности, которые ожидали Джуффре при предъявлении обвинений чрезвычайно богатым и влиятельным людям, Поттинджер искал другого адвоката, который мог бы сравниться с ним по этому показателю. По просьбе Поттинджера Дэвид Бойс и его фирма Boies Schiller Flexner начали представлять интересы Джуффре на общественных началах в 2014 году. Бойс представлял интересы нескольких обвинителей Эпштейна. Помимо Бойса, адвокатами Джуффре являлись Брэд Эдвардс и Пол Касселл.

### Подача гражданского иска: Вирджиния Джуффре против Алана Дершовица (2019)
В апреле 2019 года Джуффре подала федеральный гражданский иск о диффамации против Алана Дершовица в Нью-Йорке с Дэвидом Бойсом в качестве своего адвоката .
В том же месяце Мария Фармер подала письменные показания под присягой в поддержку иска Джуффре о диффамации против Дершовица, в котором говорилось, что, хотя Фармер в 1995-1996 годах работала регистратором гостей на стойке регистрации Эпштейна, она регулярно встречала Дершовица в нью-йоркском особняке в то время, когда там присутствовали несовершеннолетние девочки.
В июне Дершовиц подал ходатайство об отклонении иска Джуффре (который позже был отклонен) и ходатайство о лишении фирмы Бойса права представлять ее интересы (которое позже было одобрено). В сентябре 2019 года Джуффре заявила, что продолжает настаивать на своих заявлениях о ненадлежащем поведении со стороны Дершовица. Дершовиц обвинил Бойса в оказании давления на Джуффре с целью дачи ложных показаний, в ответ на что Бойс подал в суд на Дершовица в ноябре 2019 года за клевету.
В октябре 2019 года Чарльз Купер взял на себя представление интересов Джуффре в иске о диффамации против Дершовица после того, как судья постановил, что Бойс не может продолжать выступать в качестве адвоката Джуффре, поскольку заявление Дершовица о том, что она вступила в сговор со своими адвокатами с целью дачи ложных показаний, превратило Бойса в потенциального свидетеля. Бойс подал отдельный иск о клевете против Дершовица за то, что тот якобы оказывал давление на Джуффре, заставляя его делать ложные заявления.
Все иски были отклонены 8 ноября 2022 года, после того как адвокаты Джуффре, Бойса и Дершовица выдвинули совместные условия, и ни одна из сторон не получила вознаграждения. Джуффре заявила, что, возможно, ошиблась в идентификации Дершовица.

## Прочие гражданские дела

### Показания Вирджинии Робертс под присягой (2014)
В январе 2015 года Джуффре подала документы в суд во Флориде, в которых утверждалось, что Эпштейн продал ее принцу Эндрю и Алану Дершовицу. В показаниях под присягой она утверждала, что Максвелл работала на Эпштейна. В апреле 2015 года федеральный судья постановил, что Джуффре не может присоединиться к иску по федеральному закону о правах жертв преступлений, и её показания под присягой были изъяты из дела.

### Вирджиния Джуффре и Гислейн Максвелл (2015)
В результате обвинений Джуффре и комментариев Максвелл по этому поводу, Джуффре подала на Максвелл в федеральный суд Нью-Йорка в сентябре 2015 года иск о клевете. После продолжительной юридической конфронтации дело было закрыто в июне 2017 года, и Максвелл, как сообщается, выплатила Джуффре миллионы.

### Рина О. против Вирджинии Джуффре (2021)
Рина О. подала в суд на Джуффре за клевету в октябре 2021 года. Джуффре обвинила Рину в том, что она помогала торговать девочками для Эпштейна, в то время как Рина утверждала, что она была жертвой и что она никогда не помогала ему. В 2022 году в судебных документах Рина обвинила Джуффре в сексуальных прикосновениях к ней пока Эпштейн наблюдал за ними, но Джуффре опровергла это заявление. Она утверждала, что Рина порезала ее во время садомазохистских игр, проводимых для Эпштейна, но Рина отрицала это. Рина также утверждала, что Джуффре также сводничала с несовершеннолетними и жестоко обращалась с ними.

## Второе уголовное дело против Эпштейна
Джеффри Эпштейн был арестован 6 июля 2019 года в аэропорту Тетерборо в Нью-Джерси и обвинен в торговле людьми в целях сексуальной эксплуатации и сговоре с целью сексуальной эксплуатации прокурорами Отдела по борьбе с коррупцией Южного округа Нью-Йорка. В обвинительном заключении Эпштейн обвинялся в домогательствах к несовершеннолетним девушкам на сеансах массажа, а затем в вовлечении девушек в вербовку других несовершеннолетних жертв за плату. Прокурор Джеффри Берман из окружного суда США по Южному округу Нью-Йорка призвал других жертв Эпштейна выступить с заявлением. В федеральном обвинительном заключении также указывалась ключевая роль платных сотрудников и сообщников Эпштейна, ответственных за составление списка жертв.
Через месяц после своего ареста, 10 августа 2019 года, Эпштейн был найден мертвым после того, как он, как сообщается, повесился в своей тюремной камере.
29 августа 2019 года, после смерти Эпштейна, произошедшей за 19 дней до этого, дело против Эпштейна было закрыто после того, как окружной судья Ричард Берман снял все обвинения в торговле людьми в целях сексуальной эксплуатации. Судья Берман выразил поддержку обвинителям Эпштейна, заявив, что он пригласил их выступить публично на слушании 27 августа 2019 года из уважения к трудным решениям, которые жертвы принимали, чтобы выступить. Джуффре была в числе 16 женщин, выступивших с речью публично на слушании, в котором приняли участие Анушка Де Георгиу, Сара Рэнсом, Дженнифер Араоз, Чонти Дэвис, Кортни Уайлд, Тереза Дж. Хелм и Марийке Чартуни. На слушании Джуффре заявила: Расплата не должна закончиться. Это должно продолжаться. Он действовал не в одиночку. Мы, жертвы, знаем это. Прокуроры дали понять, что продолжат расследование в отношении потенциальных сообщников.

## Освещение событий в средствах массовой информации и выступления
Джуффре появилась в специальном выпуске программы Dateline NBC, где Саванна Гатри обсуждала скандал с Эпштейном вместе с жертвами ― Анушкой Де Георгиу, Рэйчел Бенавидес, Дженнифер Араоз, Марийке Чартуни и Чонтой Дэвис. Специальный выпуск под названием «Расплата» вышел в эфир 20 сентября 2019 года.
Джуффре дала интервью для австралийского расследования «60 минут», которое вышло в эфир в 10 ноября 2019 года. В программе она рассказала о том, как в 2001 году Эпштейн и Максвелл трижды продали ее для секса с принцем Эндрю: первый раз ― в Лондоне, в резиденции Максвелл в Белгравии, второй раз ― в нью-йоркском особняке Эпштейна и третий раз (с участием нескольких девушек) ― на Литтл-Сент-Джеймс.
В октябре 2019 года она также дала интервью Би-би-си о своем опыте сексуальной эксплуатации принцем Эндрю со стороны Эпштейна для специального репортажа «Принц и скандал с Эпштейном», который вышел в эфир в 2 декабря 2019 года. Она также обратилась к общественности, заявив: Я умоляю людей в Великобритании встать на мою сторону, помочь мне вести эту борьбу, не принимать это как должное.
Репортер Би-би-си, Эмили Мейтлис провела вечернее интервью с принцем Эндрю, в котором обсуждались обвинения Джуффре и его дружба с Эпштейном, оно вышло в эфир 16 ноября 2019 года. Реакцией на поведение принца во время интервью было всеобщее неодобрение. Это, в сочетании с публичным обращением Джуффре, привело к широкому изменению мнения британского народа. Принц ушел в отставку со своих королевских обязанностей 20 ноября 2019 года, поскольку ряд организаций и благотворительных фондов, с которыми он был связан, разорвали свои связи с ним. Несмотря на обещания принца оказать содействие властям, в январе 2020 года прокурор США Джеффри Берман заявил, что принц Эндрю не оказал никакого содействия после того, как ФБР и Южный округ Нью-Йорка обратились с просьбой допросить его в рамках расследования дела Эпштейна.
В июле 2020 года, после предъявления Максвелл федерального обвинения, Джуффре дала интервью Гейл Кинг для CBS This Morning.
Джуффре и другие выжившие участники банды Эпштейна, занимавшейся торговлей людьми в целях сексуальной эксплуатации, были показаны в четырехсерийном документальном сериале Surviving Jeffrey Epstein, премьера которого состоялась 9 августа 2020 года на телеканале Lifetime.

## Книга
Джуффре написала неопубликованные мемуары под названием «Клуб миллиардеров-плейбоев», в которых описала свое время с Эппингером и Эпштейном. Они были представлены в качестве доказательства во время судебного процесса Джуффре против Гислейн Максвелл в 2015 году и вышли в 2019 году.

## Личная жизнь
После своего замужества с Робертом Джуффре в 2002 году Вирджиния прожила в долине Гленнинг на Центральном побережье Нового Южного Уэльса в течение 11 лет. Семья переехала в США в ноябре 2013 года и оставалась там в течение нескольких лет, сначала проводя время во Флориде, а затем в Колорадо в 2015 году. В 2019 году сообщалось, что Вирджиния Джуффре жила в Кэрнсе, Квинсленд, со своим мужем Робертом и их тремя детьми: двумя сыновьями и одной дочерью. В 2020 году она переехала со своей семьей в Оушен-Риф в Перте, Западная Австралия. К началу 2025 года Джуффре и ее муж расстались. Ее брат и невестка заявили, что она рассталась с Робертом еще раньше, в августе 2023 года. В 2025 году Вирджиния заявила, что ее муж подвергал ее физическому насилию как во время их совместной жизни, так и в последнее время. Впоследствии она была обвинена в нарушении судебного приказа о пресечении насилия в семье, полученного Робертом, и было назначено судебное заседание. Пресса обратилась за комментариями через несколько дней после того, как она отрицала, что нарушила какой-либо подобный приказ, и добавила, что будет защищаться от его злонамеренных заявлений.

## Госпитализация и смерть
31 марта 2025 года в своем посте в Instagram Джуффре сообщила, что ее автомобиль столкнулся с автобусом, ехавшим со скоростью 70 миль в час (110 км/ч), в результате чего у нее развилась почечная недостаточность. Она сказала, что ей оставалось жить четыре дня. Позже ее семья сообщила в заявлении, что была вызвана полиция, но сказали, что никто не смог приехать на место происшествия, и Джуффре, которая была в синяках, впоследствии была доставлена в больницу, так как её состояние ухудшилось.
По словам её семьи, Джуффре покончила с собой 25 апреля в своем доме в Неергабби, Западная Австралия. На момент своей смерти она боролась за опеку над тремя своими детьми с Робертом Джуффре, с которым она находилась в процессе развода.